# Munition rôdeuse

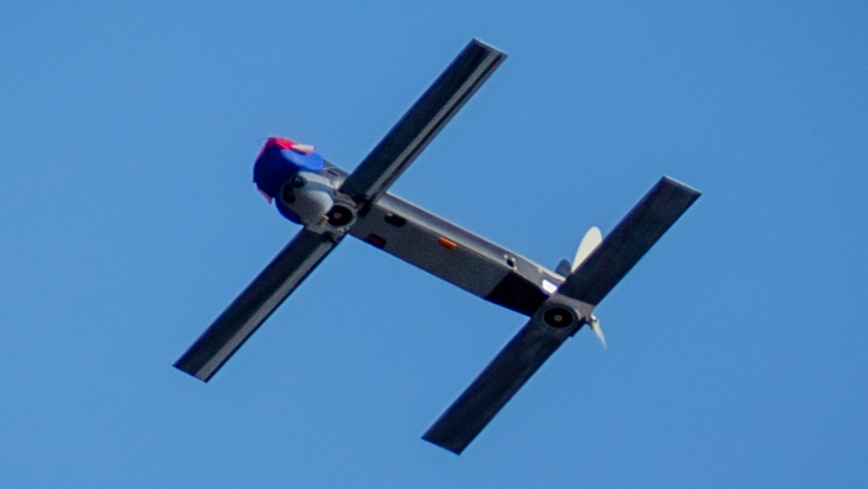
Une munition rôdeuse Switchblade 300 lors d'un exercice du Corps des Marines en Californie, en septembre 2020.

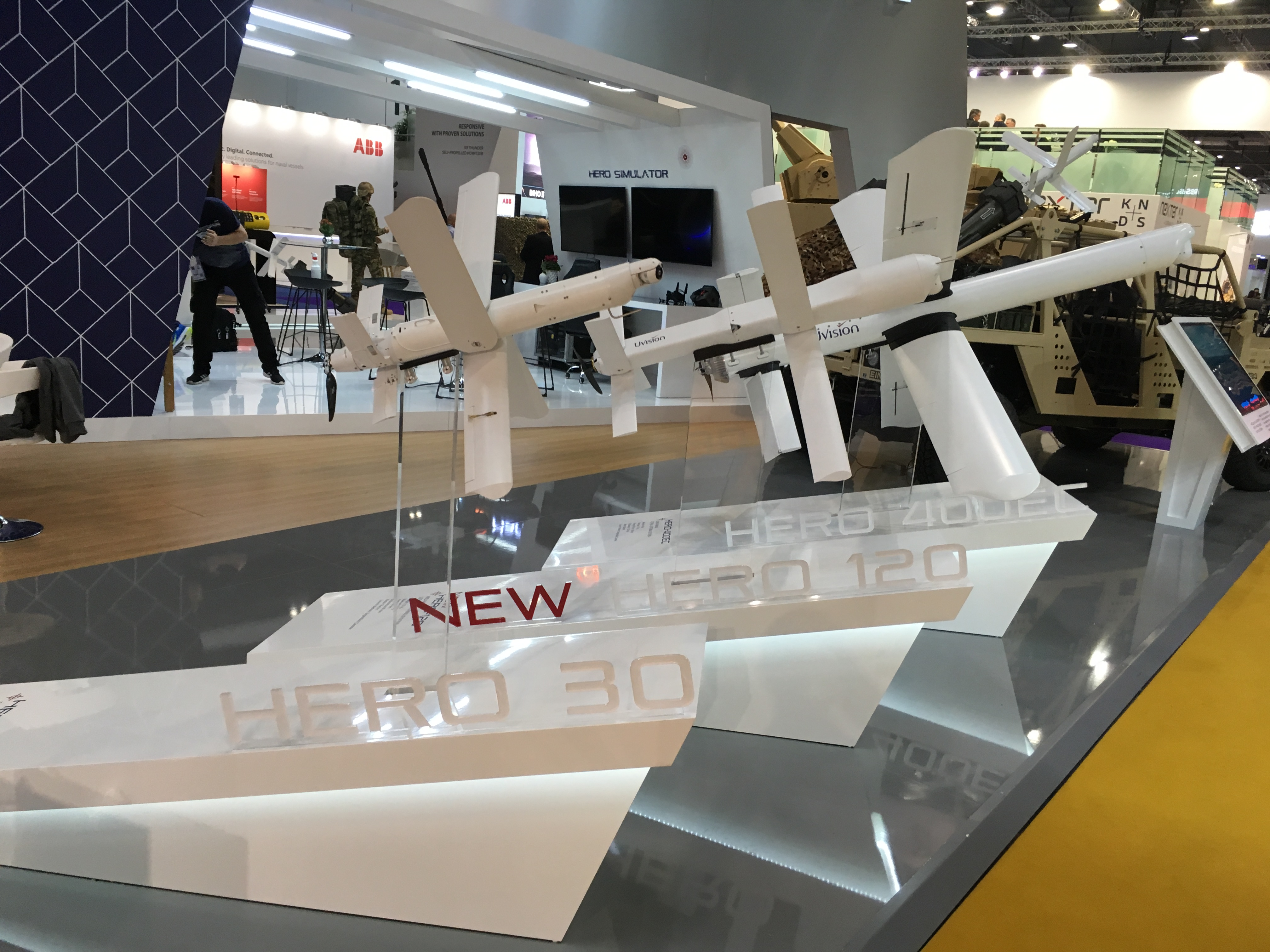
HERO (UVision Air Ltd, Israël), exposé au DSEI 2019, Londres.

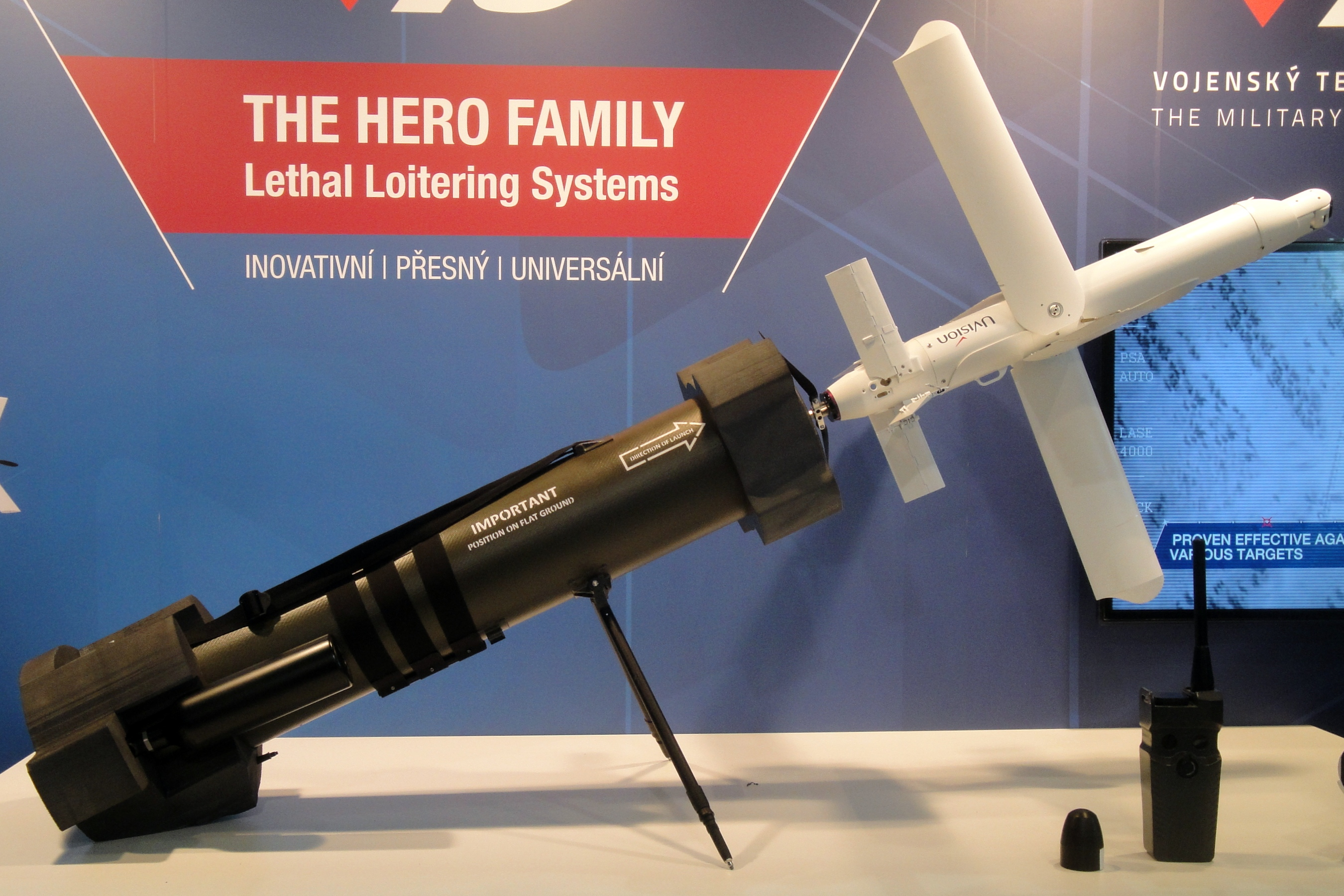
UVision Hero-30 avec lanceur de type lance-missile portatif.

Une munition rôdeuse (de l'anglais : loitering munition), aussi appelée munition téléopérée [MTO] (qui tend à devenir l'appellation des militaires et des industriels), drone kamikaze, drone suicide, drone d'attaque, munition vagabonde, ou encore drone FPV (first personal view) (improprement car ce type de drone peut être civil), est un drone de combat aérien muni d'une caméra et transportant une charge explosive, conçu pour évoluer au-dessus du champ de bataille et détruire une cible en plongeant sur elle lors de missions de recherche d'opportunité, c'est-à-dire à la fois de reconnaissance et de combat. Le drone revient à sa base si aucune cible n'a été engagée (l'engagement entraîne la destruction potentielle de la cible et celle, certaine, du drone). La cible est choisie par un opérateur qui la voit grâce la caméra du drone et la guide sur elle.

## Historique
Les premiers drones suicides ont été conçus en Israël dans les années 1980,. Ils n'étaient pas toujours désignés sous ce nom, mais parfois comme des missiles de croisière d'un type particulier.
Au cours des conflits des années 2010 et 2020, les armées conventionnelles et les combattants non étatiques ont commencé à transformer des drones commerciaux courants en munitions rôdeuses FPV (ainsi nommées en raison de la vue à la première personne (FPV) qu’elles fournissent à l'opérateur) par la fixation d'un engin explosif improvisé ou d'une ogive à charge creuse de lance-roquette antichar pour détruire des cibles tactiques. Les drones FPV permettent une reconnaissance directe lors de la mission de frappe du drone. Ce type d'engin est particulièrement utilisé durant l'invasion de l'Ukraine par la Russie.

### Arménie - Azerbaïdjan
Un des premiers usages de drones suicides au combat eut lieu en avril 2016 lors de la guerre des Quatre Jours au Nagorno-Karabagh. Les drones Harop fournis par Israël à l'Azerbaïdjan furent utilisés contre des bus convoyant des soldats arméniens sur le front. Ces drones auraient aussi détruit un poste de commandement arménien.
L'armée azerbaïdjanaise utilisa à nouveau le Harop lors de la guerre de 2020 au Haut-Karabagh. Cette arme fut alors considérée comme une innovation stratégique majeure (en anglais : game changer, litt. un changeur de jeu).

### Syrie
À la suite de leurs interventions en Syrie à partir de 2015, les Russes demandent à leurs industriels de la défense la création de nouveaux types de drones suicides à partir de 2018. Ils se sont inspirés des tactiques du groupe islamiste[Lequel ?] qui utilisait des drones commerciaux modifiés comme drones kamikazes. Les Russes ont testé leurs drones suicides lors de la bataille d'Idleb de 2020. Le 6 janvier 2018, la base aérienne russe de Hmeimim est attaquée par un essaim de 13 drones « faits maison », cette attaque sera la première d'une longue liste, car jamais dans l'histoire militaire un essaim de drones n'avait été utilisé en opération de combat.

### Ukraine

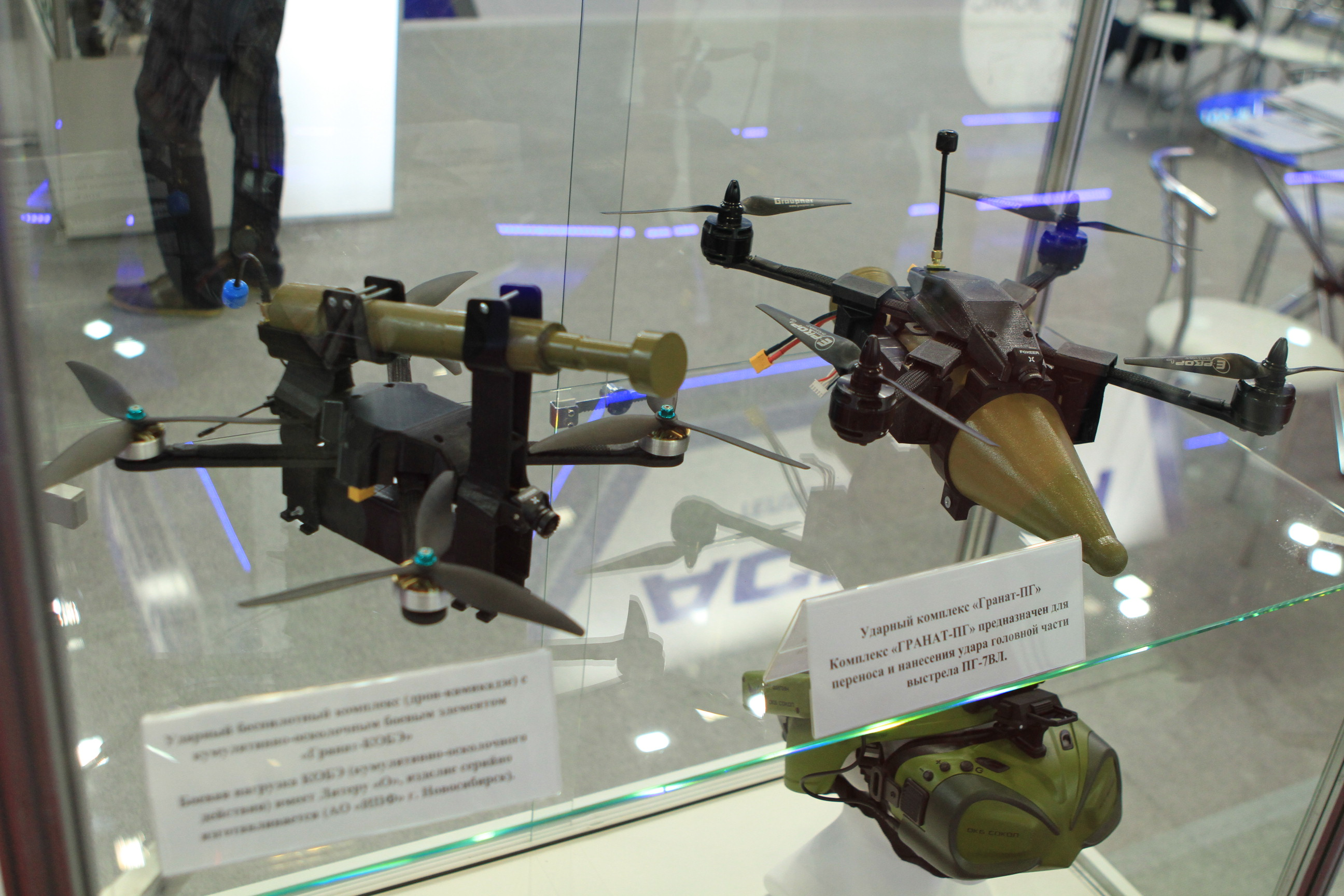
Drones commerciaux avec roquettes de RPG et grenades.

Des drones suicides sont engagés en Ukraine en 2022 par les deux camps. Les Russes utilisent des drones qu'ils fabriquent comme le ZALA Lancet et le ZALA KUB-E. Les Ukrainiens utilisent le Switchblade de fabrication américaine. Ces drones sont de petite taille, transportent une charge explosive faible et sont utilisés directement sur la ligne de front pour détruire des véhicules, des positions fortifiées ou des concentrations d'infanterie.
En septembre 2022, à la suite d'un accord avec l'Iran, la Russie commence à utiliser les drones Shahed 131 et Shahed 136. Contrairement aux drones de fabrication russes, ces drones iraniens ne sont pas vraiment conçus pour des missions antipersonnel ou contre les matériels sur la ligne de front. En effet, ces drones portent une charge explosive plus puissante et ont une portée bien plus grande, ils sont donc faits pour l'attaque d'infrastructures ennemies comme des centrales électriques, des ponts, des immeubles ou des usines.
Ce conflit est une révolution dans l'usage des drones militaires avec le developpement d'un « drone du pauvre » souvent quadrirotor, extrêmement simple et d'un coût de fabrication très bas. En effet, les drones suicides sont à usage unique, ce qui rend très onéreux une utilisation massive de drones suicides de grands fabricants d'armes comme le IAI Harop, en raison de son coût. Les deux camps ont donc cherché à développer des drones à des prix très abordables, notamment en faisant appel à l'impression 3D ou même à des drones rustiques en bois,. Beaucoup de ces armes sont le fait de constructeurs individuels. Au début du conflit, beaucoup de citoyens des deux camps se sont mis à fabriquer des drones chez eux pour les envoyer sur le front. La démocratisation de ces armes menace les armées modernes, car un seul drone, qui coûte moins de 300 $, peut détruire un tank qui en coûte plusieurs millions. Cela permet aux armées de disposer de munitions guidées en ajoutant un explosif ou une charge creuse à des drones pour un coût infiniment plus faible qu'un missile.
Néanmoins les armes que sont les drône ne doivent pas être surestimés dans un conflit de haute intensité, où les deux protagonistes font appel à des moyens de guerre électronique très sophistiqués. L'utilisation de petits drones devient très compliquée car ces modèles ne possèdent pas de liaison radio ou GPS cryptés, qui pourrait les protéger des attaques électroniques,. Certaines informations indiquent que les Ukrainiens perdraient environ 10 000 drones par mois principalement à cause de la guerre électronique. Mais des drones à liaison par fibre optique insensible à toute perturbation électromagnétique commencent à apparaître à la mi-2024,.
Une solution très simple et peu onéreuse permettant de limiter l'effet de ces drones consiste à installer un filet de protection autour d'un véhicule ou d'une position d'artillerie. Mais, si le drone emporte une ogive très puissante ou à effet dirigé, cela peut se révéler inefficace,.

## Utilisateurs et producteurs
En 2020, des drones suicides sont utilisés ou produits dans les pays suivants :

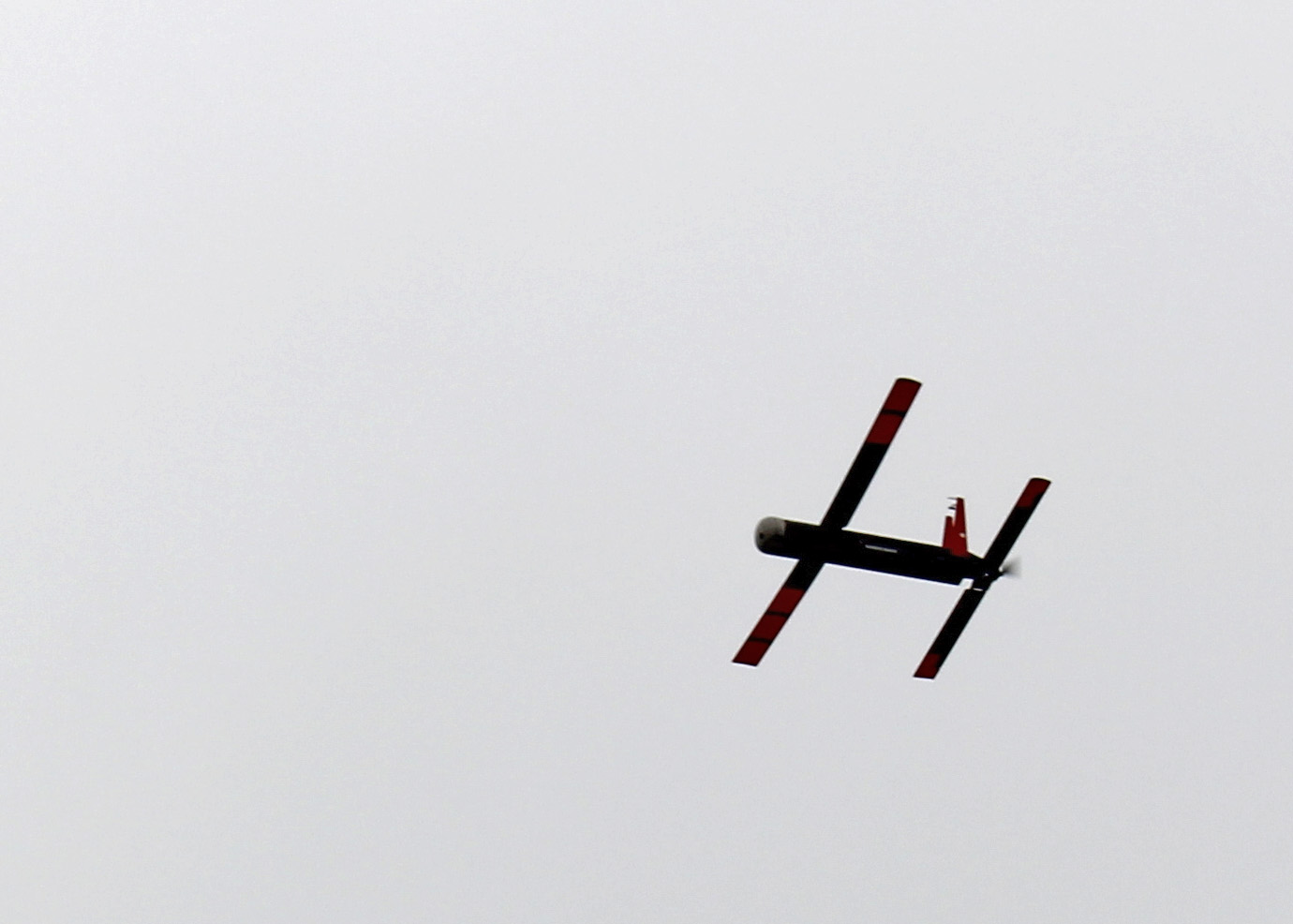
Un Raytheon Coyote en cours de test en 2016.

### Allemagne
Malgré le débat éthique sur l'utilisation des drones armés par la Bundeswehr, l'Allemagne s'est doté, en 2009, des drones suicides Harop de l'industriel israélien IAI.

### Arménie
En production locale le HRESH, BEEB 1800

### Azerbaijan
IAI Harpy, IAI Harop, Orbiter 1K, STM Kargu,

### Chine
IAI Harpy, CH-901, WS-43, ASN-301,

### Corée du Sud
Devil Killer,, IAI Harpy

### États-Unis
AeroVironment Switchblade, Raytheon Coyote (en)

### France
En mars 2023, le Ministère des Armées annonce le lancement de deux projets d'acquisition de munitions téléopérées [MTO]  : un projet « Colibri » pour une portée de 5 km (remporté par le OSKAR de KNDS-Delair) et un projet « Larinae » pour une portée de 50 km
Veloce 330, d'EOS Technologie-KNDS France, - modulaire - 80 à 600 km, 120 à 500 km/h selon la motorisation (moteur-hélice [Rodeur 330] ou turbine) - option ADAV avec moteurs électriques quadrirotor additionnels
Akeron RCH 140 (ex MUTANT) de MBDA-Delair, 12 kg, 20 km
Akeron RCH170 (ex-MUTANT XL) de MBDA-Delair, 18 kg, 70 km, une heure, tête du missile Akeron à fragmentation et deux charges creuses en tandem, peut fonctionner en essaim. 
Akeron RCX50 de MBDA-Novadem, quadrirotor, 2 kg, 10 km, une heure, charge creuse et fragmentation de 100 g, portable par un combattant
RD-120 Raijin (rebaptisé Diamond Shaped) de Fly-R-MBDA, 300 km/h, 6 kg, 40 minutes
TOUTATIS Mk1 de Thales, 10 km, 45 minutes, 150 km/h, charge de 1 kg - version à portée étendue (45 km) en vue
TOUTATIS Mk 2 de Thales (vers 2026-2027) avec intelligence artificielle pour la reconnaissance d’objectif, navigation en déni de GNSS supérieure
MV-25 (ex OSKAR) [Opportunity Strike Kinetics Aircraft Ruggedized] (Delair et KNDS), charge militaire de 550 grammes, portée de 25 km
MTO LP de Thales/Boreal, quelques centaines de kilomètres, 120 km/h, charge militaire de 10 à 20 kg - livrable en 2026
One Way Effector de MBDA/droniste non précisé, jusqu’à 500 km, 400 km/h (turboréacteur), charge militaire de 40 kg - livrable en 2027
R2-240 de FLY-R, 10 heures de vol

### Inde
IAI Harop,

### Iran
Qasef-1, Raad 85 (UAV) et potentiellement d'autres,,
Arash
Shahed 131
Shahed 136
Meraj-521

### État islamique
Programme d'achats de drones commerciaux et de leur transformation en drones suicides,,

### Israël
Le IAI Harop a été développé à l'origine pour la suppression de défense aérienne ennemie (SEAD) et est doté d'une très faible signature radar. Il est capable de fonctionner de manière totalement autonome en utilisant son mode de guidage antiradar, ou être guidé par un opérateur humain depuis une station de contrôle.
IAI Harpy, IAI Harop, IAI Green Dragon, IAI Rotem L, Delilah, SkyStriker. — Fabrication locale d'autres types par Israel Aerospace Industries, UVision,, Aeronautics Defense, Elbit Systems, et Israel Military Industries

### Haut-Karabagh
en production locale, sans nom particulier

### Kazakhstan
IAI Harpy, IAI Harop

### Ouzbékistan
IAI Harpy, IAI Harop

### Pologne
WB Electronics Warmate
MSP Warblefly

### Russie
- Zala KUB-E[54]
- Zala Lancet[55]
- HESA Shahed 136[56]
- Goule

### Serbie
- Gavran-145

### Taïwan
NCSIST Chien Hsiang (en), NCSIST Fire Cardinal

### Turquie
STM Kargu, STM Alpagu, IAI Harpy

### Yémen
Rebelles Houthis - Qasef-1